# Cañas
Cañas és un municipi de la Rioja, a la regió de la Rioja Alta. La població s'estén al voltant de l'antic monestir de Cañas.